# أرنولد إدوارد أورتمان
كان أرنولد إدوارد أورتمان (8 أبريل 1863 - 3 يناير 1927) عالمًا طبيعيًا أمريكي بروسيًا المولد متخصص في علم الحيوان وعلم الرخويات.

## سيرته
ولد أورتمان في ماغدبورغ، بروسيا في 8 أبريل 1863. تتلمذ على يد إرنست هيكل، تخرج من جامعة يينا عام 1885 بدرجة دكتوراه. كما درس في جامعة كيل وجامعة ستراسبورغ. منذ عام 1886، عمل مدرس في جامعة ستراسبورغ. شارك هيكل في رحلة استكشافية إلى زنجبار عام 1890/91. بعد ثلاث سنوات، هاجر إلى الولايات المتحدة، حيث حصل على وظيفة بصفته القيم على قسم علم المستحثات اللافقارية في جامعة برينستون. في عام 1899، شارك في حملة Peary Relief، وبعد عام واحد، حصل على الجنسية الأمريكية.
في عام 1903، انتقل إلى بيتسبرغ. حيث أصبح أمين علم الحيوانات اللافقاري في متحف كارنيجي من 1910 فصاعدًا، كان أستاذًا في الجغرافيا الفيزيائية في جامعة بيتسبرغ، حيث حصل أيضًا في عام 1911 على درجة إضافية من درجة الدكتوراه. في عام 1925، أصبح رئيسًا لعلم الحيوان في جامعة بيتسبرغ. توفي في بيتسبرغ في 3 يناير 1927.